# Sardiñeiro
Sardiñeiro(llamada oficialmente San Xoán de Sardiñeiro) es una parroquia española del municipio de Finisterre, en la provincia de La Coruña, Galicia.

## Entidades de población
Entidades de población que forman parte de la parroquia:
- Buján (Buxán)
- Castreje (Castrexe)
- Padrís
- Rial
- Sardiñeiro de Abajo (Sardiñeiro de Abaixo)
- Sardineiro de Arriba
- Sixto (O Sisto)
- Suarriba

## Demografía
| Gráfica de evolución demográfica de Sardiñeiro entre 2000 y 2019 |
|                                                                  |
| Datos según el nomenclátor publicado por el INE.                 |